# Olumide Oyedeji
Olumide Oyedeji (Ibadan, 11 de mayo de 1981) es un exjugador de baloncesto nigeriano. Jugó tres temporadas en la NBA, además de hacerlo en la liga rusa, la liga alemana, la liga china, la liga portorriqueña, la liga italiana, la liga griega, la liga eslovena, la liga española, la liga coreana, en Kuwait y en Jordania. Con 2,10 metros de estatura, jugaba en la posición de pívot.

## Trayectoria deportiva

### Profesional
Procedente del Ebun Comets de su Nigeria natal, Oyedeji dio el salto a Europa de la mano del MBC Dinamo Moscú de la liga rusa, donde jugó la temporada 1997-98 y fue incluido en el segundo mejor equipo del All-Star. Al año siguiente fue fichado por el DJK Wurzburgo, militando en el equipo alemán dos temporadas antes de ser seleccionado por Seattle SuperSonics en el 42.º puesto del Draft de la NBA de 2000. En los Sonics permaneció dos años, promediando 1.5 puntos en cada campaña. El 21 de julio de 2002 firmó como agente libre con Orlando Magic, donde disputó 26 partidos, 3 de ellos como titular, en su única temporada en el equipo.
Tras dejar los Magic, Oyedeji regresó a Europa, fichando por el Ilisiakos BC de la liga griega en 2003 y posteriormente por el Union Olimpija esloveno. En 2004 aceptó una oferta del Beijing Ducks de la liga china, y durante los tres años siguientes jugó en Kuwait (Al Kuwait SC). Puerto Rico (Cangrejeros de Santurce) y Corea del Sur (Seoul Samsung Thunders). 
En 2008 regresa a China con los Liaoning Hunters, pasando además de manera breve por la liga española con el CB Granada, donde solo disputó tres partidos. Ese mismo año retorna a China, esta vez defendiendo los colores del Shanxi Zhongyu y firmando 20.3 puntos y 19.8 rebotes en 47 partidos. Común en él, al año siguiente cambia de equipo y ficha por el Vaqueros de Bayamón portorriqueño, y tras una efímera etapa en el ASU Sport Club de Jordania en 2010, es contratado por el Juvecaserta Basket de la liga italiana en agosto de 2010. Dos meses después, Oyedeji fue despedido por el conjunto italiano.

### Selección nacional
Oyedeji integró el plantel de la selección juvenil de baloncesto de Nigeria que disputó el Campeonato Mundial de Baloncesto Sub-19 de 1999, donde terminaron undécimos. 
Con la selección absoluta actuó en siete ediciones del Campeonato FIBA África, siendo campeón en 2015, vicecampeón en 1999 y 2003, y semifinalista en 2005 y 2011. 
Asimismo formó parte del equipo que obtuvo la medalla de bronce en el torneo de baloncesto masculino de los Juegos Panafricanos de 2007, y, luego de conseguir la clasificación a los Juegos Olímpicos de Londres 2012 al contribuir con la conquista del tercer lugar por parte de su equipo en el Torneo Preolímpico FIBA 2012, estuvo presente en el torneo olímpico de baloncesto, donde los nigerianos culminaron en la décima ubicación. 

## Estadísticas de su carrera en la NBA

### Temporada regular
| Temporada | Edad | Equipo              | Liga | P  | TIT | MIN | TC  | TCA | %TC  | 3P  | 3PA | %3P | TL  | TLA | %TL  | R.OF. | R.DEF. | REB | ASIS | ROB | TAP | PER | FP  | PTS |
| 2000-01   | 19   | Seattle SuperSonics | NBA  | 30 | 1   | 7.4 | 0.6 | 1.2 | .486 | 0.0 | 0.0 |     | 0.3 | 0.4 | .750 | 0.8   | 1.4    | 2.2 | 0.1  | 0.2 | 0.3 | 0.4 | 1.3 | 1.5 |
| 2001-02   | 20   | Seattle SuperSonics | NBA  | 36 | 1   | 6.1 | 0.6 | 1.1 | .537 | 0.0 | 0.0 |     | 0.3 | 0.5 | .611 | 0.8   | 1.4    | 2.2 | 0.1  | 0.1 | 0.1 | 0.4 | 1.0 | 1.5 |
| 2002-03   | 21   | Orlando Magic       | NBA  | 26 | 3   | 5.6 | 0.4 | 0.9 | .435 | 0.0 | 0.0 |     | 0.3 | 0.4 | .636 | 0.4   | 1.5    | 1.9 | 0.2  | 0.2 | 0.1 | 0.2 | 1.2 | 1.0 |
| Total     |      |                     | NBA  | 92 | 5   | 6.4 | 0.5 | 1.1 | .495 | 0.0 | 0.0 |     | 0.3 | 0.4 | .659 | 0.7   | 1.5    | 2.1 | 0.1  | 0.2 | 0.2 | 0.3 | 1.2 | 1.4 |

### Playoffs
| Temporada | Edad | Equipo              | Liga | P | MIN | TCA | TC | 3PA | 3P | TLA | TL | R.OF. | REB | ASIS | ROB | TAP | PER | FP | PTS | %TC  | %3P | %FT  | MIN | PTS | REB | AST |
| 2001-02   | 20   | Seattle SuperSonics | NBA  | 3 | 17  | 4   | 5  | 0   | 0  | 1   | 5  | 4     | 6   | 1    | 0   | 0   | 1   | 2  | 9   | .800 |     | .200 | 5.7 | 3.0 | 2.0 | 0.3 |
| Total     |      |                     | NBA  | 3 | 17  | 4   | 5  | 0   | 0  | 1   | 5  | 4     | 6   | 1    | 0   | 0   | 1   | 2  | 9   | .800 |     | .200 | 5.7 | 3.0 | 2.0 | 0.3 |